# Randolph/Wabash (Metro de Chicago)
Randolph/Wabash es una estación en las líneas Rosa, Verde, Marrón, Naranja y Púrpura del Metro de Chicago. La estación se encuentra localizada en 151 North Wabash Avenue en Chicago, Illinois. La estación Randolph/Wabash fue inaugurada el 8 de noviembre de 1896.  La Autoridad de Tránsito de Chicago es la encargada por el mantenimiento y administración de la estación.

## Descripción
La estación Randolph/Wabash cuenta con 2 plataformas laterales y 2 vías. 

## Servicio
| Randolph/Wabash |                   |           |                    |          |
| Inicio          | Estación anterior | Línea (s) | Estación siguiente | Terminal |
|                 | Madison/Wabash    | █         | State/Lake         |          |
|                 | State/Lake        | █         | Madison/Wabash     |          |
|                 | State/Lake        | █         | Madison/Wabash     |          |
|                 | State/Lake        | █         | Madison/Wabash     |          |
|                 | State/Lake        | █         | Madison/Wabash     | -        |